# Cisticercose
A cisticercose é uma infecção do tecido causada pela forma jovem da tênia de carne de porco. Indivíduos contaminados podem ter poucos ou nenhum sintoma durante anos. Em alguns casos, particularmente na Ásia, pedaços sólidos  entre um e dois centímetros podem desenvolver-se sob a pele. Depois de meses ou anos, esses nódulos podem se tornar dolorosos e inchados e, em seguida, sumirem. Uma forma específica chamada neurocisticercose, que afeta o cérebro, pode causar sintomas neurológicos. Em países em desenvolvimento esta é uma das causas mais comuns de convulsões.
Geralmente, a cisticercose é adquirida pela ingestão de alimentos ou água contaminada por ovos de tênia de fezes humanas. Entre os alimentos, vegetais crus são a principal fonte. Os ovos de tênia estão presentes nas fezes de uma pessoa infectada com os vermes adultos, uma condição conhecida como teníase. A teníase, em sentido estrito, é uma doença provocada devido a ingestão de cistos em carne de porco mal cozida. As pessoas que vivem com alguém contaminado têm um maior risco de contrair a cisticercose. O diagnóstico pode ser feito por aspiração de um cisto. Tirar fotografias do cérebro com tomografia computadorizada (TC) ou ressonância magnética (RM) são mais úteis para o diagnóstico de doenças no cérebro. Um aumento do número de um tipo de células brancas do sangue, chamadas eosinófilos, no líquido cefalorraquidiano e no sangue também é um indicador.
A infecção pode ser prevenida com eficácia pela higiene pessoal e saneamento: isto inclui cozinhar bem a carne de porco,  banheiros adequados e práticas sanitárias, melhoria do acesso à água limpa. O tratamento da teníase é importante para evitar o contágio. O tratamento da doença quando não envolve o sistema nervoso pode não ser necessário. O tratamento das pessoas com neurocisticercose pode ser com os medicamentos praziquantel ou albendazol. Estes podem ser requeridos por longos períodos de tempo. Esteróides, para anti-inflamação durante o tratamento, e medicamentos anticonvulsivos também podem ser necessários. A cirurgia, por vezes, é feita para eliminar os cistos.
A tênia de carne de porco é particularmente comum na Ásia, África Subsaariana e América latina. Em algumas áreas, acredita-se que até 25% das pessoas são afetadas. Nos países desenvolvidos é muito rara. Em todo o mundo, em 2015, causou cerca de 400 mortes. A cisticercose também afeta porcos e vacas, mas raramente causa sintomas pois a maioria não vive o suficiente. A doença ocorreu em seres humanos ao longo da história. É uma das doenças tropicais negligenciadas.

## Sinais e sintomas

### Músculos
Os cisticercos podem se desenvolver em qualquer músculo voluntário. A invasão do músculo pode causar inflamação do músculo, com febre, eosinofilia e aumento do tamanho, que inicia com inchaço muscular e depois progride para atrofia e cicatrização. Na maioria dos casos, é assintomático, pois os cisticercos morrem e tornam-se calcificações.

### Sistema nervoso
O termo neurocisticercose é geralmente aceito para se referir a cistos no parênquima do cérebro. Apresenta-se com convulsões e, menos comumente, dores de cabeça. Os cisticercos no parênquima cerebral geralmente têm de 5 a 20 mm de diâmetro. No espaço subaracnóideo e nas fissuras, as lesões podem ter até 6 cm de diâmetro e serem lobuladas. Eles podem ser numerosos e potencialmente fatais.
Cistos localizados dentro dos ventrículos do cérebro podem bloquear a saída de líquido cefalorraquidiano e apresentar sintomas de aumento da pressão intracraniana.
A neurocisticercose racemosa refere-se a cistos no espaço subaracnóideo. Estes podem ocasionalmente crescer em grandes massas lobuladas, causando pressão nas estruturas circundantes.
A neurocisticercose da medula espinhal apresenta mais comumente sintomas como dor nas costas e radiculopatia.

### Olhos
Em alguns casos, os cisticercos podem ser encontrados no globo ocular, músculos extraoculares e sob a conjuntiva (subconjuntiva). Dependendo da localização, podem causar dificuldades visuais que variam com a posição dos olhos, edema retiniano, hemorragia, diminuição da visão ou mesmo perda visual.

### Pele
Os cistos subcutâneos apresentam-se na forma de nódulos firmes e móveis, ocorrendo principalmente no tronco e nas extremidades. Os nódulos subcutâneos às vezes são dolorosos.

## Causa
A causa da cisticercose humana são os ovos da Taenia solium que são transmitidos por via oral-fecal. Os ovos vão para o intestino onde se desenvolvem em larvas. As larvas entram na corrente sanguínea e invadem os tecidos do hospedeiro, onde se desenvolvem em larvas chamadas cisticercos. A larva do cisticerco completa o desenvolvimento em cerca de 2 meses. É semitransparente, branco opalescente, de forma oval alongada e pode atingir um comprimento de 0,6 a 1,8cm.

## Epidemiologia

### Regiões
A Taenia solium é encontrada em todo o mundo, mas é mais comum onde a carne de porco faz parte da dieta da população. A cisticercose é comum onde os humanos vivem em contato próximo com porcos. Portanto, altas prevalências são relatadas no México, América Latina, África Ocidental, Rússia, Índia, Paquistão, Nordeste da China e Sudeste Asiático. Na Europa, é comum entre o povo eslavo. No entanto, análises epidemiológicas na Europa Ocidental e Oriental mostram que ainda existem lacunas consideráveis em nossa compreensão da doença também nessas regiões.

### Brasil
Estima-se que no Brasil cerca de 140 mil pessoas sejam afetadas por essa doença, é possível que o número de pessoas afetadas seja ainda maior.
No Brasil, a neurocisticercose é encontrada com elevada frequência nos Estados de São Paulo, Minas Gerais, Paraná e Goiás, a prevalência populacional, contudo, não é conhecida pela ausência de notificação da doença.
Segundo estudo apresentado no 54º Congresso da Sociedade Brasileira de Medicina Tropical, de 2015 a 2017, o Brasil registrou 254 óbitos pela doença, mas estima-se que os casos são subnotificados; endêmica na região Sudeste, a baixa ocorrência da doença em algumas áreas do Brasil, como por exemplo Norte e Nordeste, pode ser explicada pela falta de notificação ou porque o tratamento é realizado em grandes centros, como São Paulo, Curitiba, Brasília e Rio de Janeiro, o que dificulta a identificação da procedência do local da infecção.
Em 2008, foi publicado um estudo na revista Cadernos de Saúde Pública da Fiocruz que examinou a mortalidade relacionada à cisticercose, o médico Augusto Hasiak Santo, da Universidade de São Paulo (USP), identificou 1.570 mortes relacionadas à doença no Estado de São Paulo entre 1985 e 2004. Em 72% dessas mortes, a cisticercose foi a causa básica do óbito, e em 28% foi uma causa associada. Durante o período estudado, o pesquisador constatou uma queda significativa na mortalidade por cisticercose como causa básica. No entanto, a mesma diminuição não foi observada na taxa de mortes em que a infecção foi identificada como causa associada.
Em muitas regiões brasileiras, principalmente rurais e no interior, a exemplo do Pantanal, é comum comer carne de roedores como capivara, cutia, preá e até mesmo jacaré, em 2017, um estudo realizado pela UFAC (Universidade Federal do Acre) com 550 entrevistados constatou que 78% deles já haviam consumido ou consumiam carne de animais selvagens, sendo a paca e o tatu as espécies mais procuradas, de acordo com a pesquisa, os proprietários de boxes em mercados (91%) e restaurantes locais (85%) demonstraram interesse em comercializar carnes exóticas legalizadas, e essas "iguarias" foram consideradas aceitáveis por 100% dos entrevistados, o consumo dessas carnes, de animais que não foram criados, abatidos e processados legalmente, é responsável pela transmissão de zoonoses.